# Ewa Nidecka
Ewa Halina Nidecka (ur. 1962) – polska teoretyczka muzyki, doktor habilitowany sztuki.

## Życiorys
W 1986 r. ukończyła studia wychowania muzycznego w Akademii Muzycznej w Krakowie, w 2003 r. obroniła pracę doktorską, w 2019 r. habilitowała się na podstawie pracy zatytułowanej Twórczość polskich kompozytorów drugiej połowy XX i początku XXI wieku wobec przemian i osiągnięć muzyki europejskiej. Pracuje na stanowisku profesora uczelni w Instytucie Muzyki, Kolegium Nauk Humanistycznych Uniwersytetu Rzeszowskiego.
Była zatrudniona w Państwowej Wyższej Szkole Zawodowej im. Jana Grodka w Sanoku.